# Delbrücker Kreuztracht

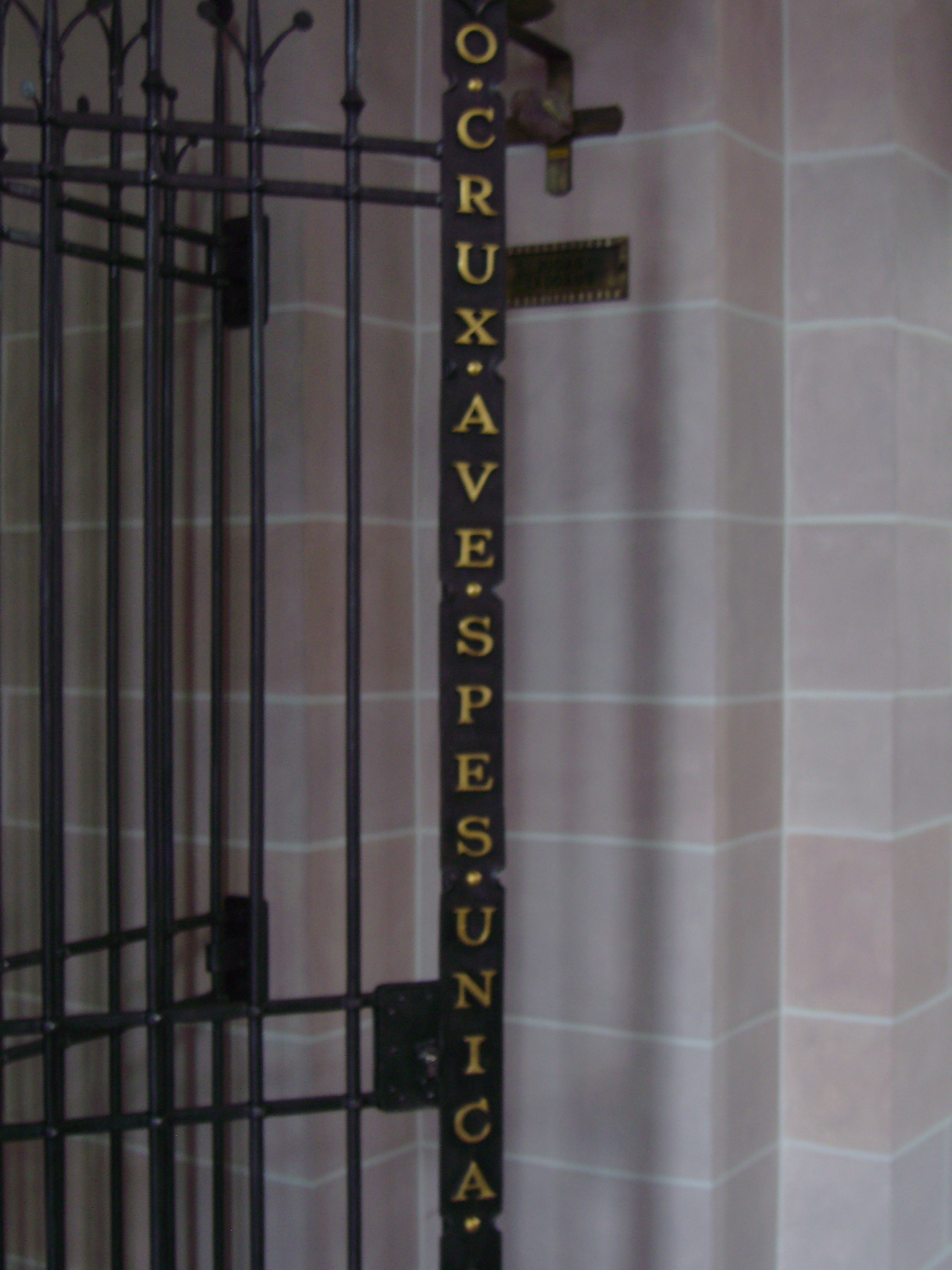
O Crux, ave spes unica in Delbrück Johannes Baptist Kirche

Die Delbrücker Kreuztracht ist eine Prozession in Delbrück, bei der ein Kreuz mitgetragen wird. Sie findet am Karfreitag statt.

## Geschichte
Philipp von Hoerde zu Boke brachte von einer Wallfahrt ins Heilige Land einen Splitter vom Heiligen Kreuz mit und schenkte diese Reliquie der Kirche in Delbrück. Auf Geheiß des Fürstbischofs Ferdinand von Fürstenberg wurde das Heilige Kreuz von Delbrück aus dem Jahre 1496 im Jahr 1671 geöffnet und es fand sich ein Partikel des Heiligen Kreuzes darin. Der Fund bestätigte sich durch Wunderheilungen. So nahm die Kreuzverehrung in Delbrück ihren Anfang. Im Erzbistum Paderborn wurde die Kreuztracht in Form einer Prozession zu sieben Kirchen der Stadt eingeführt, nach Art der römischen Pilgerkirchen durch die Jesuiten. Daher hält bis zum heutigen Tag ein Jesuitenpater auch die Predigt.

## Ablauf
Heute werden nur noch Jesus und Simon von Zyrene dargestellt. Die Darsteller sind anonym. Messdiener tragen ihnen die Marterwerkzeuge – Dornenkrone, Geißel, Rute und Nägel – voran. Die Prozession zieht zum Friedhof, um dann den Weg mit den sieben Fußfällen anzutreten. An jeder Station erklingt das Gebet

„O Crux, ave spes unica. – Sei gegrüßt, o Kreuz, du einzige Hoffnung.“

 Dann erreicht die Prozession die Kreuzkapelle. Dort hält traditionell ein Jesuitenpater die Abschlusspredigt.